# Hanimex HMG 2650
Hanimex HMG 2650 ist eine Spielkonsole, die Anfang der 1980er Jahre unter verschiedenen Namen und Gehäuseformen weltweit erschien. Ende 1982 war sie beispielsweise als Arcadia 2001 in den USA bei Emerson erhältlich. In der Bundesrepublik Deutschland kam sie unter anderem als Tele-Fever von Tchibo in den Handel. Sie basiert auf dem damals kostengünstigen Mikroprozessor Signetics 2650. Die Spiele erschienen als Steckmodule. Das Hanimex-Gerät ist zwar leistungsstärker als ältere Konkurrenzmodelle wie Interton VC 4000 und Atari 2600, dem Intellivision von 1979 und dem Coleco Vision von 1982 ist es jedoch in puncto Bilddarstellung und Tonwiedergabe technisch unterlegen.
Die Controller sind fest mit der Konsole verbunden. Die Steuerelemente eines Controllers bestehen aus einer scheibenförmigen Richtungstaste, seitlich angeordneten Feuer-Buttons und einer Folientastatur mit 12 Feldern, die die Möglichkeit bietet, einen zum jeweiligen Spiel passenden Overlay einzuschieben. Der Controller ähnelt damit dem des Intellivision. In die Scheibe zur Richtungssteuerung kann ein kleiner Stab eingeschraubt und diese so zum Mini-Joystick umfunktioniert werden.

## Spielmodule
Insgesamt erschienen etwa 30 Module.
Der Galaxian-Klon Space Attack wurde in Hongkong von Andrew Choi programmiert, der zuvor Spiele für die deutsche Interton-Konsole geschrieben hatte.
Einige der Spiele waren unlizenzierte Varianten zu erfolgreichen Arcadespiele: Cat Trax baute auf dem Spielprinzip von Pac-Man auf: Der Spieler steuert eine Katze, die von Hunden gejagt wird. Alien Invaders ähnelte Space Invaders, Space Vultures basierte auf Phoenix. Ballspiele ist eine Sammlung diverser Varianten von Pong.
Acht Arcade-Umsetzungen wurden mit Lizenz veröffentlicht, darunter: Red Clash und Pleaides von Tehkan (später Tecmo), Happy Bug (alias Jump Bug) von Sega sowie Turpin und Jungler von Konami.
Japanische Entwicklungen ermöglichten, dass für Hanimex – im Gegensatz zu Coleco Vision und Intellivision – Spiele zu beliebten japanischen Medien-Franchises entstanden: Dazu gehörten die Mangas Doraemon und Dr. Slump oder die Animes Gundam und Macross.

## Varianten
Das Hanimax HMG 2650 wurde von verschiedenen Anbietern ins Programm aufgenommen und in allen drei großen Videospielmärkten der Zeit angeboten.
Unter den mehr als 20 Ausführungen waren:
| Verkaufsregion | Unternehmen                   | Bezeichnung         | Verkaufsstart | Variante |
| -------------- | ----------------------------- | ------------------- | ------------- | -------- |
| USA            | Emerson Radio Corp.           | Arcadia 2001        | Ende 1982     |          |
| Japan          | Bandai                        | Arcadia             | März 1983     |          |
| Europa         | Hanimex                       | Home Arcade         | unbekannt     |          |
| Europa         | Schmid Electronics, Dillingen | TVG 2000            | 1982          |          |
| Deutschland    | Schmid Electronics, Dillingen | Cosmos Fernsehspiel | unbekannt     | elegant  |
| Deutschland    | Tchibo                        | tele-fever          | 1986          | elegant  |
| Italien        | Gig                           | Leonardo            | unbekannt     |          |

## Technische Daten

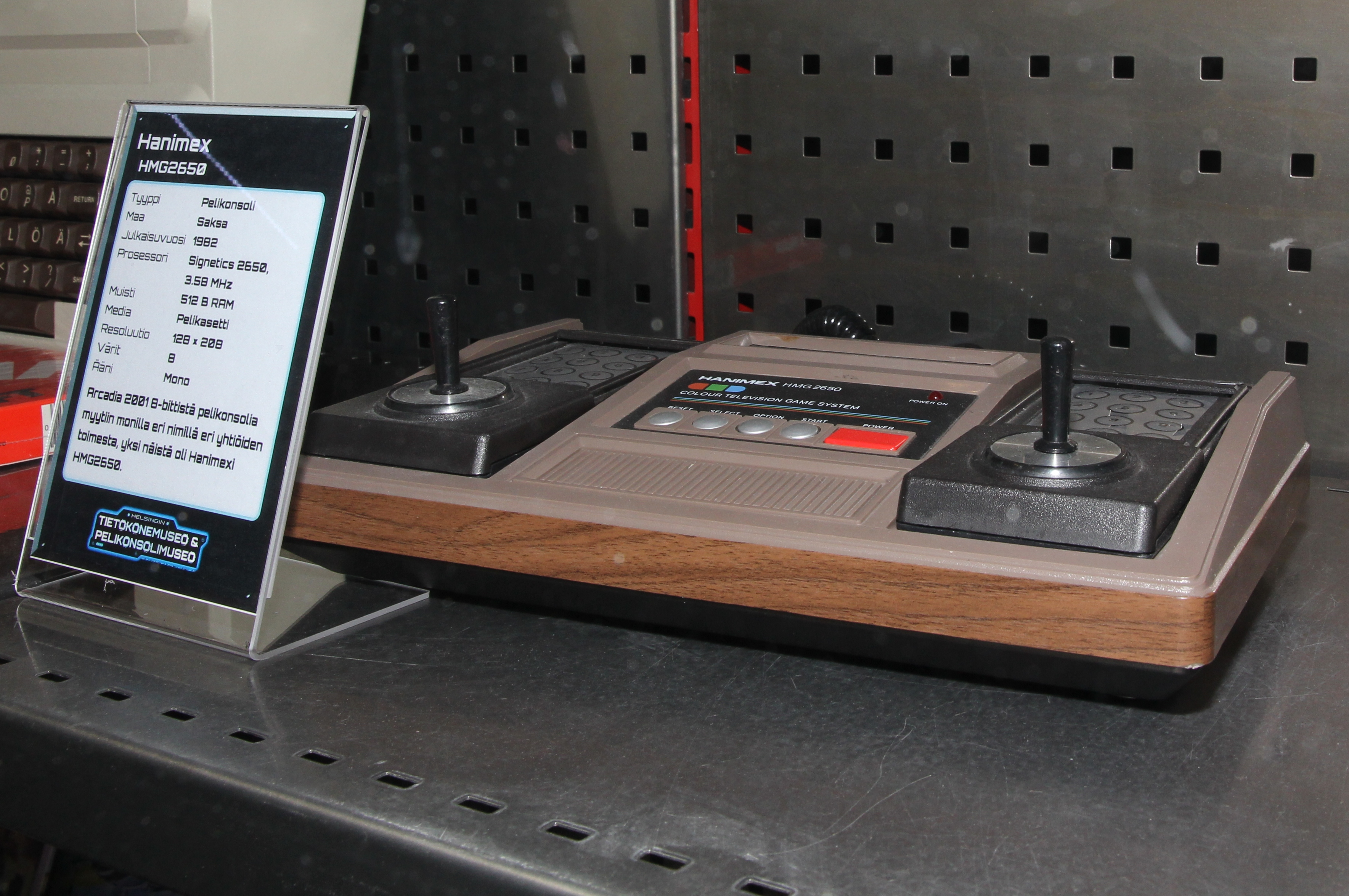
Hanimex HMG-2650

| - Erscheinungsjahr: 1982 - CPU - Typ: Signetics 2650 - Taktfrequenz: 3,58 MHz - Speicher - RAM: 1 KB - Video RAM: n. b. - erweiterbar: nein - Modulgröße: bis zu 8 KB - weitere Medien: nein | - Grafik - Chip: Signetics 2637 N - Auflösung: 262 × 192 - Farben: 8 - Palette: 8 - Sprites: 4 - Auflösung: 8×8 | - Sound - Chip: Signetics 2637 N - Kanäle - PSG: 1 - Rausch: - - FM: - - Digital/PCM: - - Kanalmodulation - Tonhöhe: n. b. - Lautstärke: n. b. - erweiterbar: nein |